# 남대전고등학교
남대전고등학교(南大田高等學校)는 대한민국 대전광역시 중구 부사동에 있는 사립 고등학교이다.

## 학교 연혁
- 1973년 6월 20일 : 학교법인 대운학원 설립인가, 초대 윤홍섭 이사장 취임
- 1973년 7월 1일 : 본관 제1교사 신축
- 1974년 1월 5일 : 남대전 고등학교 인가
- 1974년 1월 16일 : 초대 윤경노 교장 취임
- 1974년 3월 5일 : 제1회 입학식
- 1975년 10월 27일 : 학칙변경 인가 (각 학년 11학급, 전 학년 33학급)
- 1975년 11월 20일 : 교사증축 (특별실 13교실)
- 1976년 10월 30일 : 별관 제2교사 신축
- 1977년 1월 10일 : 제1회 졸업식
- 1978년 2월 22일 : 본관동 5층 증축 (8실)
- 1978년 8월 30일 : 교사증축 (특별실 10교실)
- 1996년 5월 18일 : 후관동 3층 증축 (2실)
- 1996년 5월 18일 : 별관동 4층 증축 (1실)
- 2012년 2월 9일 : 급식실(800석) '송석관' 신축(면적 925.52m2)
- 2012년 5월 30일 : 교과교실(특별실) 3실 신축
- 2015년 3월 31일 : 다목적 대강당 '대운PLEX' (1,000석) 신축
- 2023년 10월 25일 : 제5대 윤양진 이사장 취임
- 2024년 1월 5일 : 제48회 졸업식(199명, 총 22,543명)
- 2024년 3월 1일 : 제10대 이병하 교장 취임
- 2024년 3월 4일 : 제51회 입학식(220명)

## 참고 자료
- 남대전고등학교 - 한국교육학술정보원 학교알리미